# Водыш
Водыш — река в России, протекает в Сусанинском районе Костромской области. Устье реки находится в 78 км по правому берегу реки Шачи. Длина реки составляет 16 км, площадь водосборного бассейна — 98,3 км².
Река берёт начало юго-восточнее села Головинское в 13 км к северо-востоку от посёлка Сусанино. Река течёт на юго-восток, затем на юго-запад, в верхнем и среднем течении вблизи реки стоят деревни Ивашево, Сумароково, Вырокино. В нижнем течении втекает в Сусанинское болото, в котором и впадает в Шачу.

## Данные водного реестра
По данным государственного водного реестра России относится к Верхневолжскому бассейновому округу, водохозяйственный участок реки — Кострома от истока до водомерного поста у деревни Исады, речной подбассейн реки — Волга ниже Рыбинского водохранилища до впадения Оки. Речной бассейн реки — (Верхняя) Волга до Куйбышевского водохранилища (без бассейна Оки).
Код объекта в государственном водном реестре — 08010300112110000012717.